# مارسيل ماسون
مارسيل ماسون هو مدون كندي، ولد في 1959.